# Drouant
Drouant es un conocido restaurante ubicado en el Palacio Garnier, II distrito de París, Francia. Fue fundado en 1880 por Charles Drouant y desde 1914 es sede del jurado que entrega el premio Goncourt. En 1926 se sumó el premio Renaudot y en 1975 el premio Guillaume Apollinaire de poesía.

## Historia

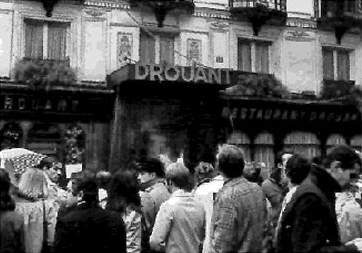
El restaurante Drouant en una imagen de 1956

Fundado como bar con tabaquería por Charles Drouant en 1880, a principios del siglo XX ganó popularidad gracias a sus ostras frescas. Permaneció en poder de la familia Drouant hasta 1976,  cuando pasó a manos de Robert Pascal. El establecimiento cambió de dueños varias veces entre 1986 y 2006. Gracias al chef Louis Gondard, el restaurante fue galardonado con 1 estrella por la Guía Michelin en 1988. En 2005 obtuvo la 2.º estrella Michelin. En 2006, el chef alsaciano Antoine Westermann adquirió el restaurante  y en 2018 de deshizo de él y fue adquirido por los hermanos Gardinier. Desde 2018, Émile Cotte fue chef de Drouant y más tarde lo fue Romain Van Thienen.
Los salones privados se encuentran en las plantas superiores. La planta baja, diseñada por el arquitecto Pascal Desprez, tiene un ambiente luminoso, inspirado en la arquitectura neoclásica. 

### Premios Goncourt y Renaudot
Desde el 31 de octubre de 1914 los miembros del jurado del premio Goncourt se reúnen el primer martes de cada mes en el salón del primer piso, llamado salón Goncourt. El premio Renaudot el jurado se ha estado reuniendo en otro salón llamado salón Renaudot desde 1926.
Una escena de El Lechón (1965), película de Gérard Oury, fue filmada en el restaurante.